# Теницький Микола Іванович
Теницький Микола Іванович  (1936-1992) - журналіст Сумщини, який працював в місті Білопілля.

## Життєпис
Народився в сім'ї селян. Батько Іван Максимович працював у колгоспі, учасник Великої Вітчизняної війни. Мати Катерина Іванівна завідувала домашнім господарством. В сім’ї було п’ятеро дітей: Григорій, Олександр, Микола, Ганна і Антоніна. Старший брат Григорій загинув на війні.  
В 1952 році закінчив школу в рідному селі. Після сдужби в армії працював водієм у колгоспі  та надсилав свої дописи в редакцію Білопільської районної газети. В 1960 році став кореспондентом газети "Радянська правда". В 1971 році закінчив Сумський державний педагогічний інститут. Пізніше, в 1975, закінчив вищу партійну школу у місті Київ. В 1970х працював завідуючим відділу листів і масової роботи редакції газети "Радянська правда". З 1980 по 1992 рік був редактором газети. 
За час керівництва Миколи Івановича, газета стала переможницею Всесоюзного конкурсу за зразкову організацію масової роботи, призером щорічного Всесоюзного конкурсу за найкращу організацію роботи з робсількорівським активом (за роботу з позаштатним активом). Такої нагороди не виборювала жодна газета Сумщини. 
Теницький очолював районне літературне об’єднання "Вир". Серед учнів та колег - десятки майбутніх журналістів та письменників. Серед них - члени Національної спілки письменників України Наталка Білоцерківець з Куянівки, Юрій Назаренко з Білопілля, Олександр Вертіль з Миколаївки.  
Посмертно, Указом Президента було присвоєно високе й почесне звання - Заслужений журналіст України. Така відзнака була першою на Сумщині
Сумська обласна організація Національної спілки журналістів України спільно з Гільдією редакторів-ветеранів Сумщини та редакцією газети «Білопільщина» запровадила обласну премію імені Заслуженого журналіста України Миколи Теницького. Щорічна премія присуджується журналістам з активною життєвою позицією за кращі надруковані матеріали про важливі питання суспільного життя. Підсумки конкурсу підводяться до Дня журналіста.
Білопільська центральна районна бібліотека ім. О. Олеся випустила бібліографічні пам’ятки "Золоте перо Білопільщини" (2006) та "Микола Теницький – лицар правди і пера" (2011). На честь Миколи Теницького в місті Білопілля названа одна з вулець (провулок Миколи Теницького).